# Tereza Mihalíková
Tereza Mihalíková (født 2. juni 1998 i Topoľčany, Slovakiet) er en professionel tennisspiller fra Slovakiet.